# محمد جهان آرا
محمد علي جهان آرا (بالفارسیة: سید محمد جهان‌آرا) (1954 المحمرة - 1981 كهريزك) قائد عسكري إيراني، قائد الحرس الثوري الإيراني لمدينة المحمرة، و هو من القادة الرئيسيين في معركة المحمرة و تحرير مدينة آبادان، تم بقيادته إفشال انقلاب نوجة، يعتبره الإيرانيون رمزاً للمقاومة الإيرانية، قتل في حادثة تحطم الطائرة التي كان يقلها مع عدد من قادة الحرس الثوري ومسؤولي الجمهورية الإسلامية الإيرانية آنذاك.

## نشأته
ولد محمد علي في مدينة المحمرة من مدن محافظة خوزستان، سنة 1954 ميلادي، تأثر كثير بروح الله الخميني، أقام حلقات لتدريس القرآن الكريم وتفسيره، كما كان من الطلاب الفعاليين في فعاليات وأنشطة الجمعيات الإسلامية. أنهى دراسته الثانوية عام 1975 ميلادي، سافر بعدها إلى تبريز للدراسة في المعهد العالي للتجارة،

### زواجه
تزوج محمد من امرأة مبارزة مثله، حيث كانت أحد أعضاء مجموعة منصورون والتي كانت تعمل ضد الحكومة البهلوية، أنجبا طفلان، الأكبر حمزة، والثاني محمد سلمان والذي ولد بعد مقتل والده.

## الحياة السياسية

### قبل انتصار الثورة
كان حضوره في الجلسات التي كانت تقام في مسجد الإمام الصادق في مدينته هو بداية لتحركه وانشطته الدينية السياسية، تأثر بالحراك السياسي الإسلامي بزعامة روح الله الخميني، انضم عام 1970 م مع والده إلى تنظيم حزب الله السري في مدينة المحمرة، حيث كانت وظيفة هذا التنظيم العمل على الحراك ضد النظام الملكي البهلوي، و في عام 1972 م تم كشفه من قبل استخبارات الساواك و اعتقال جميع أعضائه، فأدخل جهان آرا السجن و تعرض للتعذيب للإعتراف بأسرار هذا التنظيم، إلا أنه بالرغم من ذلك لم يُفشي بأسراره، وعندما أُفرج عنه واصل من جديد أعمال وتحركاته المحرضة لإسقاط النظام، فتم تهديده من قبل الساواك، فلجأ إلى العمل السري، عمل على نسخ بيانات قائد الثورة روح الله الخميني وتوزيعها ونشر فضائح النظام الملكي.
انضم عام 1976 م إلى جماعة منصورون، والتي كانت تعمل لإسقاط النظام البهلوي، عام 1977 م أُوكل إليه مهمة نقل السلاح من طهران إلى مدينة أهواز جنوب إيران، كان الساواك على علم بهذه المهمة وذلك بواسطة أفراده المتسلسلين في أوساط جماعة المنصورون، وقد تمكن جهان آرا من تجاوز جميع نقاط المراقبة الشديدة من قبل قوى لجنة مكافحة التهريب و إيصال السلاح إلى أهواز، والتي على إثرها قام مع مجموعة من رفقائه بعمليات مسلحة هناك.

### بعد انتصار الثورة
بعد انتصار الثورة الإسلامية بقيادة روح الله الخميني، ساهم جهان آرا في تأسيس المركز الثقافي كما ساهم بدور أساسي في تأسيس حرس الثورة الإسلامي في مدينة المحمرة، ولأجل حماية محافظة خوزستان الجنوبية من الأحزاب المعارضة للثورة في المحمرة والتي كانت تسعى وتعمل لإثارة الفتن هناك والعمل على بث الفرقة بين أهالي تلك محافظة وتقسيمها، تم تعيين محمد جهان آرا قائد للحرس الثوري الإسلامي في مدينة المحمرة، وقد استطاع الحرس بقيادته إخماد المعارضة.
أُعطي محمد جهان آرا منصب قيادة مقر القيادة البحرية الثالثة (نوجه) الواقع في مدينة المحمرة لحماية المقر من أي يعمل يقوم به معارضي الثورة، وعندما تعرض المقر للانقلاب من قبل بعض أفراد القيادة إستطاع محمد علي مع عناصر القوة البحرية و أعضاء من الحرس الثوري من إفشال ذلك الانقلاب، والذي عُرف بانقلاب نوجة.
أسس محمد علي وحدة للإهتمام بأمور البناء والإعمار في مدينة المحمرة، وكذلك عمل مع الحرس الثوري هناك على مساعدة الفقراء و إغاثة المتضررين من الحرب.
عام 1980 م خاض الحرس الثوري بقيادة محمد جهان آرا معركة شديدة في مدينة المحمرة لمنع القوات العراقية من الدخول إليها.

## وفاته
قُتل محمد جهان آرا عام 1981 ميلادي في حادثة تحطم الطائرة من نوع سي ـ 130 في منطقة كهريزك أطراف العاصمة طهران، حيث قُتل كل من فيها، وكانت الطائرة المتجهة من الأهواز إلى طهران تنقل جثث قتلى عمليات ثامن الأمن ( و هي عمليات تحرير مدينة آبادان من الجيش العراقي) و العديد من الجرحى، وكان برفقة الفريق محمد جهان آرا، كلا من نائب رئيس اللجنة المشتركة للقوات المسلحة اللواء ولي الله فلاحي و مستشاره اللواء جواد فكوري، وزير الدفاع آنذاك العميد موسى نامجو، نائب قائد حرس الثورة الإسلامية الفريق يوسف كلاهدوز. دفن محمد في مقبرة جنة الزهراء بطهران.

## مقتطفات من كلامه
كان يقول محمد علي جهان آرا للمقاتلين:

## ممد نبودي ببيني
بعد أن استطاعت القوات الإيرانية استعادة مدينة المحمرة وتحريرها من القوات العراقية، ألقى حسين فخري أنشودة بعنوان ( ممد نبودب ببيني) أي لست موجوداً يا محمد، فيذكر المنشد فيها عدم وجود محمد علي جهان آرا ليرى هذا التحرير .

## انظر ايضاً
- تحرير المحمرة
- دا
- حزب الله (إيران)

## وصلات خارجية
- https://www.youtube.com/watch?v=AzClmaEK43w